# Dimitrov híd
A Dimitrov híd (orosz nyelven: Димитровский мост) közúti híd Oroszország ázsiai részén, az Ob folyón, a nyugat-szibériai Novoszibirszkben. 

## Ismertetése
A híd Novoszibirszk bal parti Leninszkij kerületét és a jobb parti Zseleznodorozsnij (Vasúti-) kerületét köti össze. A jobb parton a Georgi Dimitrov bolgár kommunista politikusról elnevezett sugárútra vezet, erről az útvonalról kapta nevét.
A hidat 1971-ben kezdték építeni és 1978. november 4-én nyitották meg. Hét pillér támasztja alá, közülük ötöt a folyómederbe építettek. A létrehozott hat nyílásból kettő hajózható. A teljes egészében hegesztett szerkezet részeit nagyrészt Ulan-Udéban gyártották.
A hat forgalmi sávval rendelkező híd hossza 701 m (a meder feletti rész 631 m), szélessége 30 m. Az egész építmény hossza a le/felhajtókkal és a csomópontokkal együtt kb. 5 km. 
A pénzügyi korlátok miatt a híd és a csomópontok építését szakaszokra osztották. Az első szakaszban maga a hídátkelő és a jobb parti fel/lehajtó ágak készültek el, a második szakasz a bal parton a 2. számú hőerőmű felé vezető felüljárót, a jobb parton pedig a rendezőpályaudvar alatti közúti aluljárót foglalta magába. A második szakasz építése csak néhány évvel a híd átadása után fejeződött.